# Трест, що луснув
«Трест, що луснув» (рос. «Трест, который лопнул») — український радянський трисерійний художній фільм 1982 року режисера Олександра Павловського. Музична комедія за мотивами оповідань зі збірки О. Генрі «Шляхетний шахрай» (1908).

## Короткий зміст
Дія фільму відбувається в США на початку XX століття. Енді Таккер і Джефферсон Пітерс — благородні шахраї. Вони не займаються насильницьким відбиранням цінностей у громадян, принцип Енді і Джефа — обов'язково щось віддати взамін отриманих грошей: фальшивий діамант, срібний самородок зі свинцю або віру в завтрашній день. Вони розробляють геніальні афери, щоб заробити грошей і здійснити свої мрії. Енді Таккер хоче відкрити бібліотеку, а Джефф Пітерс — повернутися в рідний штат Юта і зустрітися з першим коханням.

## Список серій
1. Поросяча етика.
2. Коридори влади.
3. Подружжя як точна наука.

## Пісні у фільмі
- «Пісенька про трьох китів» (слова — Наум Олєв, співають Микола Караченцов та Павло Сміян)
- «Ярмарок, базар, продаж» (слова — Наум Олев, співають Микола Караченцов і Павло Сміян)
- «Вакханалія азарту» (слова — Наум Олев, співають Микола Караченцов і Павло Сміян)
- «Суперпристрасть» (слова — Наум Олев, співають Микола Караченцов і Павло Сміян)
- «Суть джентльмена» (слова — Наум Олев, співають Микола Караченцов і Павло Сміян)
- «Любов — наш пан» (слова — Наум Олев, співають Микола Караченцов і Павло Сміян)
- «Пісенька вдови» (слова — Леонід Філатов, співає Наталія Андрейченко)
- «Помста» (слова — Наум Олев, співають Микола Караченцов і Павло Сміян)
- «Закони жанру» (слова — Наум Олев, співають Микола Караченцов і Павло Сміян)
- «Вогні великого міста» (слова — Наум Олев, співають Павло Сміян і Микола Караченцов)
- «Пісенька про ліки» (слова — Леонід Філатов, співає Михайло Муромов)

## У ролях
- Регімантас Адомайтіс — Енді Таккер (озвучує Олександр Дем'яненко, співає Павло Сміян)
- Микола Караченцов — Джефф Пітерс
- Михайло Срібний — мер
- Віктор Ільїчов — Руф Татамі
- Юрій Мажуга — Білл Хамбл
- Всеволод Абдулов — Джо Блассом
- Юрій Вотяков — одноокий грабіжник, санітар, ковбой в барі, помічник капітана
- Володимир Басов —  псевдо- Морган
- Ірина Понаровська — псевдо-Сара Бернар
- Михайло Свєтін — портьє Клейн
- Тамара Яценко — міс Троттер
- Леонід Куравльов — аграрій Езра Планкетт
- Борис Новиков — бомбардир
- Павло Винник — власник лавки
- Геннадій Яловіч — листоноша
- Лев Перфілов — аферист з замковою щілиною
- Олена Амінова — співробітниця міністерства
- Давид Макаревський — сонний адміністратор готелю
- Олександр Павловський — племінник мера
- Михайло Муромов — вуличний музикант
- Інгріда Андріня — дружина Езри Планкета
- Віктор Павловський — поліцейський
- Ніна Ільїна — дочка мера
- Семен Крупник та інші…

## Творча група
- Автор сценарію: Ігор Шевцов
- Режисер-постановник: Олександр Павловський
- Оператор-постановник: В'ячеслав Сьомін
- Художники-постановники: Валентин Гідулянов, Михайло Кац
- Композитор — Максим Дунаєвський
- Текст пісень — Наума Олєва, Леоніда Філатова
- Звукооператор: Й. Гольдман
- Режисер: Валентина Судзиловська
- Оператор: Олександр Чубаров
- Художник по костюмах: О. Лешко
- Художник-гример: Павло Орленко
- Художник-декоратор: А. Крутоголов
- Редактор: Е. Демченко
- Комбіновані зйомки: оператор — Всеволод Шлемов, художник — Е. Єлісаветська
- Постановник трюків — Олег Федулов
- Директор картини: Михайло Бялий

## Відмінності від оригіналу
Відразу після виходу на екран фільм був підданий критиці за невідповідність оригіналу (одна із статей в газеті «Правда» називалася «І трохи О'Генрі»).
Сценарій фільму відрізняється від оповідань насамперед деяким доповненням, яке об'єднує новели в зв'язний сюжет. У самих окремих кіноновел є деякі відмінності від оповідань О. Генрі. Так, в оригіналі оповідання «Подружжя як точна наука» шлюбні аферисти віддають частину грошей «вдові», потім вилучають їх назад і благополучно ховаються з усією сумою. У фільмі (3-я серія) Джеф і Енді безповоротно віддають частину грошей вдові, і обдурені женихи ледь не розправляються з Енді Такером.
Деякі цитати у фільмі запозичені з інших оповідань О. Генрі, не увійшли до збірки «Шляхетний шахрай». Наприклад, фраза: Я не з тих, хто підпалює притулок для сиріт і вбиває сліпого, щоб скористатися його мідяками — з «Незакінченого оповідання» (збірка «Чотири мільйони», 1906).